# M2 (公司)
有限会社M2是日本的电子游戏开发商及发行商，主要将复古游戏移植到现行游戏平台。也继承原由Compile公司所有的射击游戏系列Aleste的版权（《銀河武者》除外，該作的版权是由世嘉持有），2023年7月21日决定承让由Lightweight持有的全部PC Engine游戏的相关权利。
2016年宣布成为发行商并推出以射击游戏为主的产品计划“M2 Shot Triggers”。